# Teorie
Teoria este un ansamblu de operații cognitive despre reflectarea abstractă, conceptuală a realității obiective cu scopul de a sistematiza datele acesteia. Este considerată o categorie filosofică.
Teoria se află în interacțiune cu practica, avându-și izvorul în necesitățile practicii sociale. Teoria reprezintă o generalizare a practicii și își atinge scopul deplin și criteriul de verificare prin aplicarea rezultatelor ei în practică.

## Caracteristici
Teoria este o formă a cunoașterii raționale, ansamblu de cunoștințe conceptuale ordonate sistematic, decurgând din unul sau mai multe principii generale și oferind o descriere și o explicație a unui domeniu al realității (ex. teoria cuantică, teoria relativității, teoria evoluției speciilor, etc).
Teoria științifică, fiind strâns legată de experiment, dezvoltă și verifică ipoteza pe baza dovezilor empirice.

## Teorii notabile
- Teoria Big Bang
- Teoria Dezert-Smarandache
- Teoria Generală a Dreptului
- Teoria M
- Teoria acido-bazică
- Teoria alegerii raționale
- Teoria așteptării
- Teoria celulară
- Teoria complexității
- Teoria conspirației
- Teoria consumatorului
- Teoria coardelor
- Teoria creaționistă
- Teoria cuantică
- Teoria culorilor
- Teoria cunoașterii
- Teoria deschiderilor
- Teoria evoluționistă
- Teoria falsificării
- Teoria grafurilor
- Teoria informației
- Teoria jocurilor
- Teoria lui Roesler
- Teoria măsurii
- Teoria morfogenetică
- Teoria prețului
- Teoria probabilităților
- Teoria queer
- Teoria relativității
- Teoria romanului
- Teoria siguranței
- Teoria sistemelor deschise
- Teoria stocurilor
- Teoria stringurilor
- Teoria științei